# Glaridoglanis
Glaridoglanis is een monotypisch geslacht van straalvinnige vissen uit de familie van de zuigmeervallen (Sisoridae).

## Soort
- Glaridoglanis andersonii (Day, 1870)